# Église du Sagrario (Grenade)
L'église du Sagrario est une église de Grenade, en Andalousie. Elle a été bâtie en 1704 et se trouve adossée à la cathédrale de Grenade, en occupant aussi la partie correspondante à l'ancienne mosquée de la ville, qui hébergeait en 1526 la cathédrale grenadine, où ont été reçus Charles Quint et Isabelle de Portugal. Après la cérémonie d'Action de Grâces ils ont continué jusqu'à l'Alhambra.

Elle a un plan en croix grecque, et conserve à l'intérieur d'intéressants tableaux des XVe et XVIe siècles et un font baptismal Renaissance. 

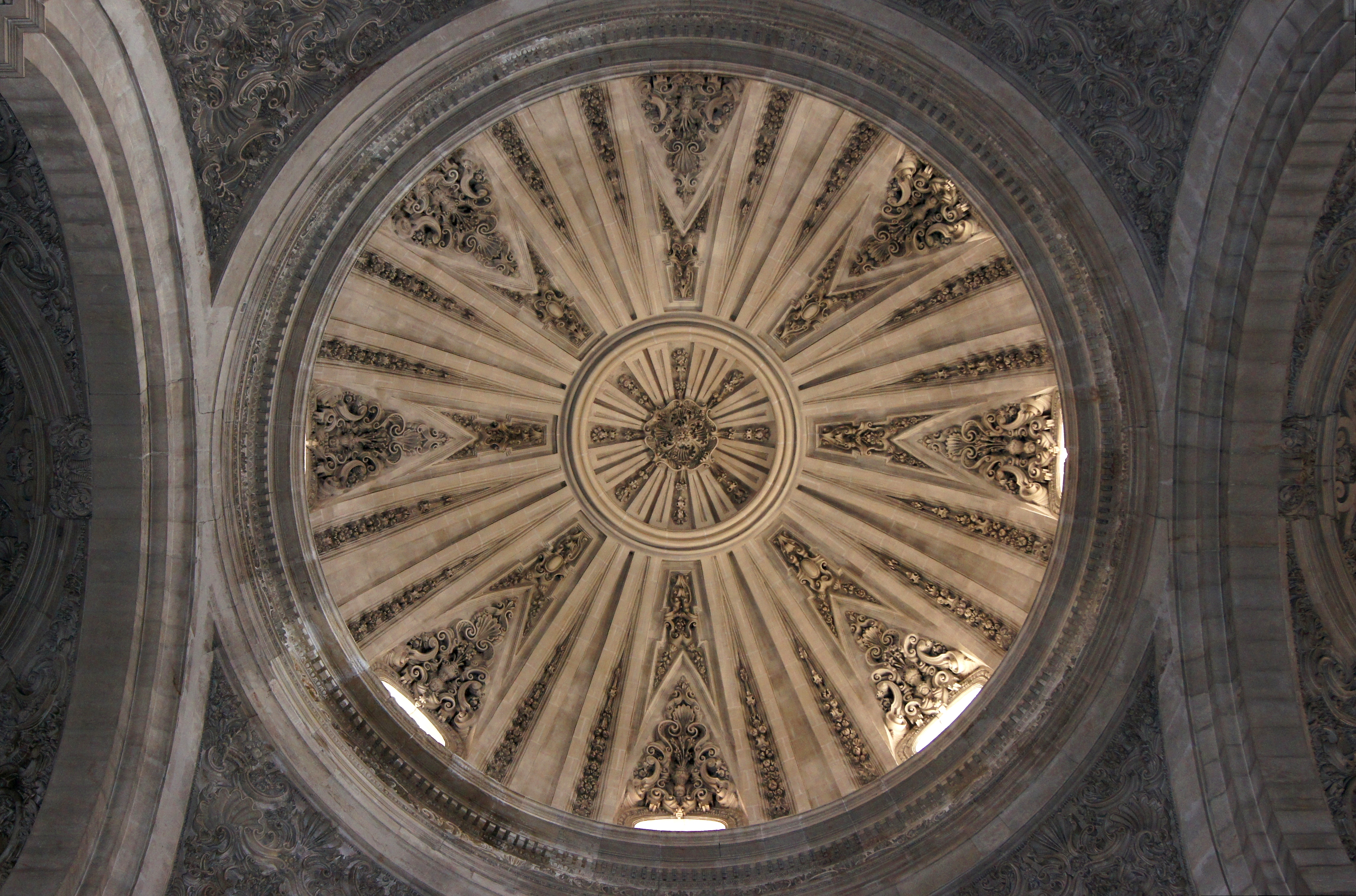
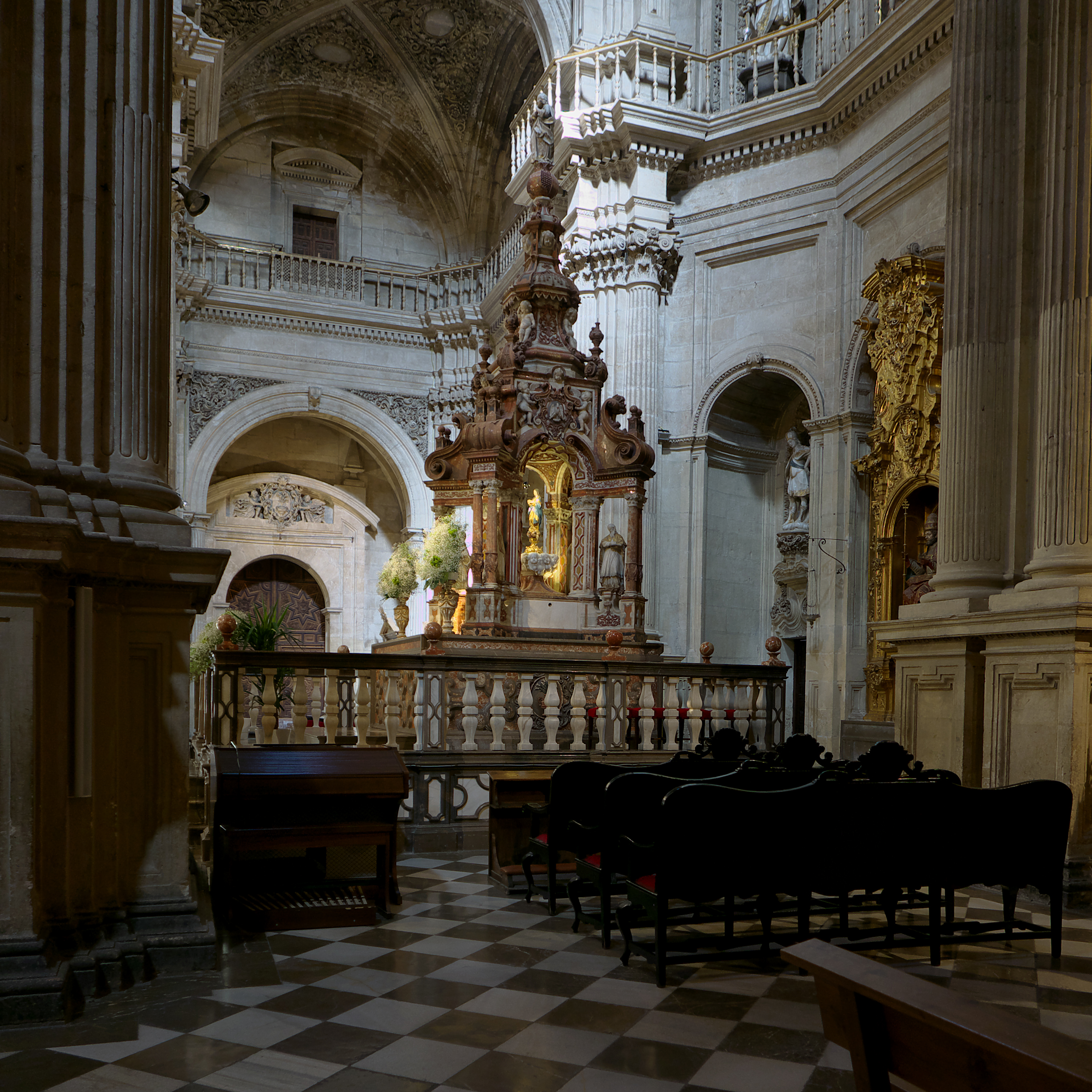
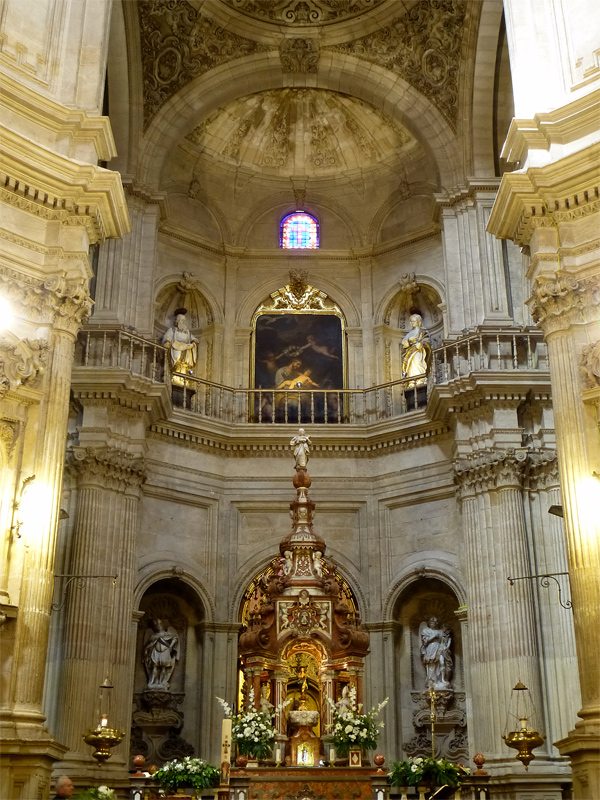
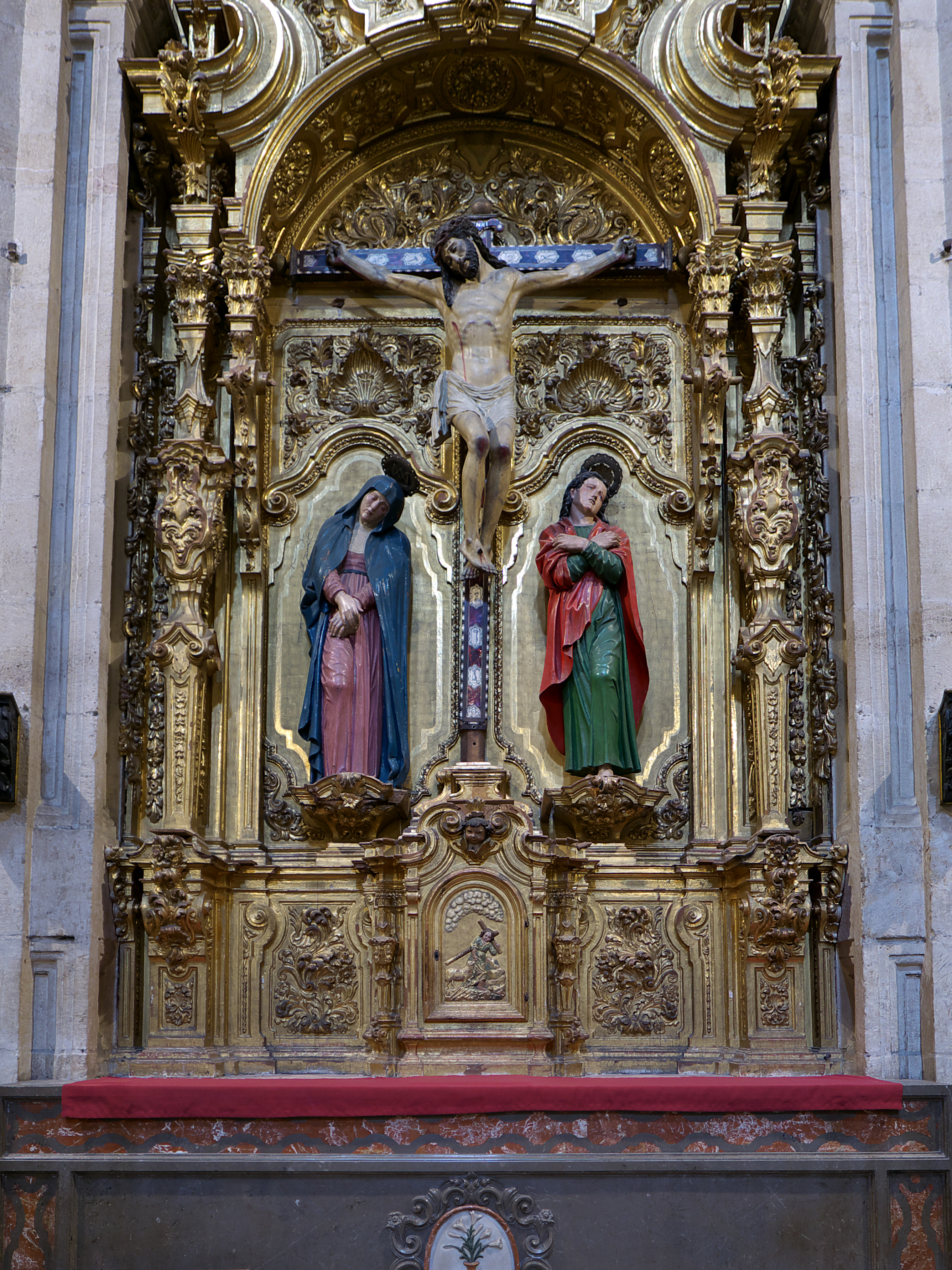